# Братська могила керівників повстання на крейсері «Очаків»
Братська могила керівників повстання на крейсері «Очаків» — братська могила П. П. Шмідта, М. Г. Антоненка, О. І. Гладкова і С. П. Частника — керівників повстання на крейсері «Очакові» в 1905 році, розстріляних на острові Березані 19 березня 1906 року. Знаходиться в кінці центральної алеї на кладовищі Комунарів в Севастополі.

## Передісторія
У квітні 1917 року командувач Чорноморським флотом адмірал О. В. Колчак наказав знайти на острові останки революціонерів і поховати в Севастополі. 8 травня 1917 року на гідрокрейсері «Принцеса Марія» їх доставили в місто до Графської пристані, потім в Покровський собор. 17 травня 1917 року до Севастополя прибув військовий міністр Тимчасового уряду О. Ф. Керенський відвідав собор, поклавши на могилу П. П. Шмідта Георгіївський хрест.

## Поховання на кладовищі Комунарів
14 листопада 1923 року відбулося перепоховання революціонерів на кладовищі Комунарів. 22 січня 1926 року на їхній могилі відкрили меморіальну дошку з написом:

| «Тут лежать вожді моряків Чорноморського флоту в листопадові дні 1905 року: лейтенант Шмідт, машиніст Гладков, комендор Антоненко і кондуктор Частник, розстріляні урядом царя Миколи II на острові Березані 6—19/III 1906». |

### Пам'ятник
У 1935 році за проектом архітектора В. К. Ретлінга замість плити встановили пам'ятник, в основу якого ліг заповіт Шмідта:

| «Якщо коли-небудь в майбутньому місто дасть гроші на пам'ятник, то покласти скелю, вирізати на ній мою клятву. На скелі кинути якір (корабельний, справжній) не зламаний, як це прийнято робити на пам'ятниках, а цілий якір і увіткнути в скелю флагшток з червоним прапором з жерсті». |
Для спорудження монумента революціонерам використовували пам'ятник з могили капітана 1 рангу Е. Н. Голікова, командира ескадреного броненосця «Князь Потьомкін-Таврійський», убитого революційними моряками 14 червня 1905 року, граніт, що залишився від будівництва пам'ятника Леніну, і камінь, конфіскований у колишніх маєтках.
У роки радянсько-німецької війни пам'ятник отримав пошкодження, відновлений в 1967 році з деякими змінами (скульптор С. О. Чиж). На штучній скелі, яка покоїться на основі у вигляді п'ятикутної зірки, додатково встановили два бронзових рельєфа — профільний портрет П. П. Шмідта і план Севастопольської бухти з повсталими кораблями. Вінчає пам'ятник флагшток з червоним прапором.